# Городецкий, Герасим Моисеевич
Герасим (Григорий) Моисеевич Городецкий (7 июля 1876 — 19 июля 1956) — советский учёный-электротехник, инженер, профессор Киевского политехнического института.

## Биография
В 1898 году окончил Императорский Киевский университет Святого Владимира. Затем в 1901 году получил второе высшее электротехнической образование в технической школе Дармштадта (Германия). В 1901—1913 годах работал инженером-исследователем в ряде крупных концернов Германии. Тогда же защитил кандидатскую диссертацию. В течение 1913—1920 годах был представителем фирмы «AEG» в Киеве.
В 1921 году перешёл на преподавательскую работу в Киевский политехнический институт, в котором преподавал сорок лет. Был первым руководителем кафедры электрических сетей, систем и техники высоких напряжений (1934—1948), которую основал вместе с профессором Г. Л. Эпштейном; в 1938—1941 годах был деканом факультета электроэнерготехники и автоматики. Как инженер принимал участие в электрификации заводов в Украинской ССР.
Умер 19 июля 1956 года. Похоронен в Киеве на Лукьяновском кладбище (участок №& 17, ряд 11, место 2). На могиле — пирамидальный обелиск из белого мрамора.

## Научная деятельность
Наиболее известные его работы «Электрические станции и сети» (1939) и «Расчёт электрических сетей» (1953) были допущены как учебные пособия для соответствующих специальностей высших учебных заведений страны. Он уделял большое внимание учебно-методической и научной работе. Опубликовал десятки научных статей.
Научные разработки и исследования свойств проволок малоуглеродистой стали под руководством профессора Городецкого стали основой для создания стальных проволок.

## Награды
Награждён орденами Ленина, «Знак Почёта», медалями.